# Abo z Tbilisi
Svatý Abo z Tbilisi byl arabský křesťanský mučedník, žijící v 8. století.

## Život
Byl původně Arab z Bagdádu, kde se zabýval výrobou vonných olejů. Do Tbiliského emritátu podléhající Arabskému chalífátu dorazil roku 775 v družině Nerse, vládce Kartli. Nerse byl tři roky vězněn v Bagdádu a poté byl chalífou zproštěn viny a propuštěn do Gruzie. Během svého pobytu v Tbilisi, Ano pocítil touhu stát se křesťanem. Zpočátku vstupoval do teologických debat s křesťany, ale pak uvěřil v pravdu křesťanství. Roku 781 Nerse uprchl do Chazarské říše, kde byl spolu s Abem pokřtěn a poté odešel do Abcházie.
Roku 782 se Ano vrátil do Tbilisi a kázal Arabům o křesťanství. Roku 785 byl na příkaz arabského emíra uvržen do vězení a v den Křtu Páně byl sťat (podle některých zdrojů před vchodem chrámu Čtyřiceti mučedníků ze Sebaste). Tělo bylo spáleno a popel byl vyhozen v rouše beránčím do řeky Kury. Na tomto místě se podle legendy objevoval sloup světla.

## Úcta
Je uctíván Gruzínskou pravoslavnou církví a dalšími východními pravoslavnými církvemi. Jeho svátek se podle juliánského kalendáře slaví 8. ledna (21. ledna podle gregoriánského kalendáře.